# Spur der Steine
Spur der Steine ist ein Roman von Erik Neutsch, der in Erstauflage 1964 im Mitteldeutschen Verlag Halle erschien und mit einer Auflage von 500.000 Exemplaren eines der meistgedruckten Bücher in der DDR war. Am 25. April 1964 wurde anlässlich der 2. Bitterfelder Konferenz eine handsignierte Sonderausgabe an Konferenzteilnehmer ausgegeben (Lizenz-Nr. 444-300/17/64, Satz und Druck: Offizin Andersen Nexö Leipzig mit Umschlagentwurf von Horst Barsch).

## Hintergrund
Der Roman handelt vom Aufbau des fiktiven Chemiekombinates Schkona im mitteldeutschen Industrie-Dreieck um Halle, Schkopau und Leuna. Die Namensgebung deutet auf die großen Chemiekombinate Buna-Werke bei Schkopau und Leunawerke hin. 1958 hatte in Leuna eine Chemiekonferenz stattgefunden, auf der eine Verdoppelung der Produktion bis 1965 beschlossen worden war. Für die rohstoffarme DDR war die Chemieproduktion von großer Bedeutung. Deshalb wurde der Ausbau der Großprojekte Buna und Leuna von Staat und Partei vorangetrieben. Tausende Arbeiter und Ingenieure wurden gebraucht. Dem stand ein eklatanter Mangel an Fachkräften gegenüber, der durch die Verluste des Zweiten Weltkrieges und die Abwanderung in den Westen entstanden war. Großbaustellen wie diese waren deshalb Schmelztiegel und Brennpunkte sozialer Widersprüche: neben den Vertretern der alten bürgerlichen Intelligenz und der traditionell in diesem Raum tätigen Chemiefacharbeiter fanden Ungelernte sowie allerlei Abenteurer, ehemalige Nazis, Kriminelle und sonstige zwielichtige Gestalten Lohn und Brot. Diesen Schmelztiegel nutzt Erik Neutsch für seinen Roman literarisch. Er entwirft ein Figuren-Ensemble, das die Konflikte der Zeit widerspiegelt.
Neutsch beschreibt, obwohl das Buch in seiner Gesamtheit die Idee des Sozialismus propagiert, im Gegensatz zu vielen Werken dieser Zeit offen den sozialistischen Alltag in der DDR: den allseits herrschenden Mangel an Material, der den Bau immer wieder ins Stocken bringt, die bornierten Vorgaben der Planwirtschaft und das daraus entstehende Chaos sowie kleinbürgerliche und von Besitzstreben diktierte Verhaltensweisen unter Genossen, brutale Umweltzerstörung und andere Details, die keineswegs der Parteilinie entsprachen. Auch die Schilderung der Arbeiterklasse in Neutschs Roman unterscheidet sich erheblich vom idealisierten offiziellen Bild der DDR-Führung. Der Roman ist durch den Bitterfelder Weg beeinflusst.

## Handlung
Im Mittelpunkt der Handlung steht der Zimmermann und Brigadier (Vorarbeiter) Hannes Balla, der sich vom traditionell denkenden, auf seinen eigenen Vorteil bedachten Zunft-Handwerker zum klassenbewussten Sozialisten wandelt. Dabei verfolgt er jedoch zunächst keinerlei gesellschaftliche Vision; Balla ist zunächst nur darauf bedacht, mit guter Arbeit möglichst gut zu verdienen. Wenn nötig, setzt er dies für sich und seine Brigade-Mitglieder rigoros und mit kriminellen Mitteln durch.
Ballas Gegenspieler ist der junge SED-Parteisekretär Werner Horrath, der voller Idealismus nach Schkona kommt und sowohl mit den Arbeitern als auch mit den älteren Leitungskadern in Konflikt gerät. Balla entwickelt Respekt vor der Konsequenz Horraths; sie werden zu Antagonisten auf Augenhöhe. Und Horrath begreift, dass er solche Leute wie Balla unbedingt gewinnen muss, wenn der Bau gelingen soll.
Eine widersprüchliche, schillernde Figur ist der Oberbauleiter Trutmann, der, obwohl er SED-Genosse ist, ganz dem bürgerlichen Denken verhaftet ist. Trutmann ist schnell überfordert mit der Komplexität des Baugeschehens, und zunehmend wird Horrath zum treibenden Motor. Trutmann entwickelt jedoch durch geschickte Anpassung eine Überlebensstrategie.
Zu den Hauptfiguren gehört weiterhin die junge Ingenieurin Katrin Klee, in die sich sowohl Balla als auch Horrath verlieben. Sie beginnt eine Liebesbeziehung mit dem verheirateten Parteisekretär und wird schwanger. Für Horrath ist diese Beziehung ein Tabubruch, da ein außereheliches Verhältnis zu jener Zeit einen eklatanten Verstoß gegen die Parteimoral bedeutete. Da Horrath (zu Recht) befürchtet, als Parteisekretär abgesetzt zu werden, wenn die Beziehung öffentlich wird, verleugnet er das Liebesverhältnis. Horraths Ehe zerbricht und sein Stellvertreter – ein durch und durch stalinistischer Kader – sorgt dafür, dass Horrath abgesetzt und zum Hilfsarbeiter degradiert wird.
In einer Parallelhandlung zu den Geschehnissen in Schkona erzählt Neutsch die Geschichte der Eltern von Hannes Balla: beide sind Bauern und in tradierten Rollenbildern verhaftet. Sie sträuben sich, im Zuge der sozialistischen Kollektivierung der Landwirtschaft in die Landwirtschaftliche Produktionsgenossenschaft (LPG) einzutreten. Anhand ihrer Geschichte thematisiert Neutsch die konfliktreiche Durchsetzung der Kollektivierung in der DDR, deren historische Richtigkeit jedoch vom Autor nicht in Zweifel gezogen wird.
Im zweiten Teil des Romans, der schon zur Entstehungszeit als schwächer empfunden wurde, zeichnet Neutsch die Entwicklung Ballas zum bewussten Genossen nach. Balla treibt die Einführung neuester Technologien in Schkona voran und tritt in gewisser Weise in die Fußstapfen Horraths. Durch die etwas vordergründige Konstruktion verliert der Roman hier an Vitalität und Glaubwürdigkeit.

## Rezeption
Neutsch erhielt nach einem Vorabdruck des ersten Teils in der Zeitschrift Forum so viel Kritik von offizieller Seite, dass er fast die Lust am Weiterschreiben verlor. Auch die Leser waren aufgefordert worden, ihre Meinung kundzutun, was Neutsch in Konflikt mit seinen eigenen Intentionen brachte. Dennoch konnte das Buch im Sommer 1964 erscheinen. Es folgte eine Vielzahl von Besprechungen, deren Grundtendenz positiv war. Hervorgehoben wurde u. a. von Hans Koch, dass Neutsch mit Balla eine „neue proletarische Heldengestalt“ geschaffen habe, deren Weg beispielhaft den eines „modernen Industriearbeiters“ zeichne. Stefan Heymann merkt an, dass in Neutschs Roman „zum ersten Male die Partei der Arbeiterklasse der eigentliche und wahre Held“ sei. Kritisiert wird lediglich, dass Horrath mit der Lüge ungeschoren davon kommt, jedoch bestraft wird, als er die Wahrheit über sein privates Doppelleben offenbart.
Noch im Jahre 1964 erhielt Erik Neutsch für das Buch den Nationalpreis für Kunst und Literatur. Spur der Steine avancierte mit einer Auflage von über 500.000 Exemplaren zu einem DDR-Bestseller, während der  gleichnamige Film und Heiner Müllers Adaption Der Bau (s. u.) durch das 11. Plenum des ZK der SED ein Jahr später verboten wurden.

## Theater-Adaptionen (Auswahl)

### Der Bauvon Heiner Müller
1964 schrieb Heiner Müller ein Schauspiel unter dem Namen Der Bau (nach Motiven von Erik Neutschs Roman „Spur der Steine“), das ein Auftragswerk des Deutschen Theaters Berlin war. Die literarische Vorlage und auch der Film überzeugten ihn zunächst nicht sonderlich: „Es ist eine flache, unterhaltsame Geschichte, und sie lebt eigentlich von Manfred Krug.“ Da auch Neutsch die Adaption Müllers nicht sehr schätzte, einigte man sich auf die Formulierung „Nach Motiven von Erik Neutsch“. Müller veränderte die Namen einiger Protagonisten: aus Balla wurde ‚Barka‘, Horrath wird zu ‚Donat‘ und Katrin Klee heißt bei Müller ‚Schlee‘. Die wesentlichste Veränderung gegenüber Neutschs Roman bestand jedoch darin, dass Müller den realistischen Stoff in eine Parabel transponierte. Müller beschreibt den Weg der fünf verschiedenen Fassungen seines Stückes als den von Neutsch zu Kafka. Der Bau des Chemiekombinates wurde bei ihm zur Metapher für den Aufbau des Kommunismus schlechthin. Kritisch reflektierte er die schrittweise Ablösung der einstigen Ideale durch Apparate. Der erste Satz des Stückes, „Warum zertrümmert ihr die Fundamente?“, steht in Müllers Stück leitmotivisch für die Aushöhlung der sozialistischen Idee.
Das Stück wurde 1965 in der Literaturzeitschrift Sinn und Form abgedruckt. Während des 11. Plenums des ZK der SED im Dezember desselben Jahres liefen die Proben zur Uraufführung. Müllers Drama gehörte auf dem Plenum zu den von Erich Honecker, zu der Zeit Sekretär des Nationalen Verteidigungsrates, am heftigsten kritisierten Kunstwerken. Die Proben wurden abgebrochen und das Stück wurde verboten – vermutlich auf persönliche Intervention Honeckers.
Müller bearbeitete das Stück mehrmals, um eine Aufführung zu ermöglichen. Dennoch gelangte Der Bau erst 1980 an der Volksbühne Berlin unter der Regie von Fritz Marquardt zur Uraufführung und war auch zu diesem Zeitpunkt noch gefährdet, unter anderem, weil Müller einer Figur im Stück eine kritische Sicht auf den Mauerbau in den Mund legte.

### Spur der Steinevon Dagmar Borrmann
Am 26. September 2014 hatte am Theater Magdeburg eine neue Theaterfassung des Romans von Dagmar Borrmann unter dem Originaltitel Spur der Steine Premiere. Die Adaption folgt den wesentlichen Konfliktlinien des Romans, fokussiert aber das Geschehen auf Balla, Horrath und Katrin Klee. Erzählt wird die Aufbruchsgeschichte dreier junger Menschen, deren Elan durch Bürokratie, Dogmatismus und Mangel verschlissen wird. Die mitunter vordergründig ideologische Tendenz des Buches wurde eliminiert. So empfindet der Zimmermann Balla die DDR zwar zunehmend als Heimat, entwickelt sich aber nicht zu einem Sozialisten mit Parteibuch, wie es im Roman der Fall ist. Die Theaterfassung wurde von der Presse hoch gelobt und in das Programm des Bühnenverlages Henschel Schauspiel übernommen.

## Verfilmung
Im Jahre 1965 wurde der Roman von dem Regisseur Frank Beyer verfilmt und kam am 30. Juni 1966 in die Kinos. Beyer verstärkte die Sympathie, die Neutsch seinem widersprüchlichen Helden Hannes Balla entgegenbrachte, durch die Besetzung mit dem populären Schauspieler Manfred Krug. Der Film arbeitet mit den ästhetischen Mitteln des Western, was für die damalige Produktion der DEFA ungewöhnlich war. Spur der Steine geriet jedoch auf dem 11. Plenum, ebenso wie Heiner Müllers Der Bau, ins Fadenkreuz der Kritik. Es wurden Störungen der Filmvorführungen organisiert, mit denen der Eindruck erweckt werden sollte, angeblich aufgebrachte Arbeiter protestierten gegen die Tendenz des Filmes. Es gibt unterschiedliche Auffassungen darüber, ob einzelne Szenen oder die Handlung an sich zum Verbot des Films geführt haben, jedenfalls war dieser nach drei Tagen aus den Kinos verschwunden. Am 28. Oktober 1989 konnte der Film im Berliner Club der Kulturschaffenden „Johannes R. Becher“ zum ersten Mal nach 1966 öffentlich gezeigt und ab 23. November 1989 wieder öffentlich in den DDR-Kinos aufgeführt werden.

## Ausgaben
Erstausgabe
- im Mitteldeutschen Verlag, Halle (Saale) 1964, ISBN 3-354-00105-4

Verlagsausgaben
- Verlag Faber & Faber; kommentiert von Klaus Walther, 1996, ISBN 3-928660-59-4
- Verlag dtv; 2004, ISBN 3-423-13251-5

E-Book
- Spur der Steine. Kindle-Edition. Amazon Media EU S.à r.l.

In dieser Form erschien das Buch 1975 auch in Westdeutschland in der linken Kürbiskern-Reihe Kleine Arbeiterbibliothek des Damnitz Verlags München. Die 25. Auflage erschien 1982 als Schulausgabe für den Volk-und-Wissen Volkseigener Verlag Berlin, der nahezu alle Schulbücher in der DDR verlegte. 1988 erschien das Buch in dieser Form in der 30. Auflage.